# 七福カレーめん
七福カレーめん（しちふくカレーめん）は、茨城県古河市で提供されているご当地麺料理である。

## 概要
古河商工会議所商業部会･サービス観光部会にて食を通じての町おこしを検討。「古河七福神めぐり」と「古河のカレーめん」を合わせて「古河の七福カレーめん」として事業を推進していくこととした。七福神にちなみ、各店のメニューは七種類の具材を加えることを共通のルールとし、地元産のかぼちゃや白菜など盛り込むことを推奨している。

## 参考
- 古河の七福カレーめんオフィシャルサイト